# Svartsjön (Vilhelmina socken, Lappland, 721826-151418)
Svartsjön är en sjö i Vilhelmina kommun i Lappland och ingår i Ångermanälvens huvudavrinningsområde. Sjön har en area på 0,293 kvadratkilometer och ligger 484,3 meter över havet. Svartsjön ligger i Marsfjället Natura 2000-område.

## Delavrinningsområde
Svartsjön ingår i det delavrinningsområde (721737-151324) som SMHI kallar för Utloppet av Svartsjön. Medelhöjden är 537 meter över havet och ytan är 5,9 kvadratkilometer. Det finns inga avrinningsområden uppströms utan avrinningsområdet är högsta punkten. Vattendraget som avvattnar avrinningsområdet har biflödesordning 4, vilket innebär att vattnet flödar genom totalt 4 vattendrag innan det når havet efter 377 kilometer. Avrinningsområdet består mestadels av skog (90 procent). Avrinningsområdet har 0,3 kvadratkilometer vattenytor vilket ger det en sjöprocent på 5 procent.